# Bunter Garten

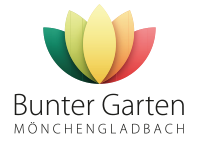
Bunter garten logo.

El Bunter Garten (Jardín Bunter) es un parque municipal de 30 hectáreas de extensión que engloba un jardín botánico de 5 hectáreas y un arboreto, que se encuentra en Mönchengladbach, Alemania.

## Localización
El parque se encuentra ubicado en la calle Lettow-Vorbeck Straße, Mönchengladbach, Renania del Norte-Westfalia, Deutschland-Alemania.51°12′8.64″N 6°25′58.44″E / 51.2024000, 6.4329000
- Punto más alto: 133,0 m s. n. m. (Rheydter Höhe)
- Punto más bajo: 35,0 m s. n. m. (Niers)

Se encuentra abierto a diario con entrada libre.

## Colecciones
El parque contiene tres secciones importantes: 
- Kaiserpark,
- Jardín colorido,
- Jardín botánico, que incluye una rocalla, jardín de hierbas, y un jardín de fragancias, así como la "Kaiser-Friedrich-Halle" y una pajarera de unos 200 pájaros.

El parque contiene unos 4000 taxones de plantas, incluyendo 1400 especies y variedades de árboles y de arbustos caducifolios y 800 tipos de coníferas, incluyendo 150 tipos de arces, 60 tipos de robles, y 20 tipos de abedules. También contiene 600 especies y variedades de rododendros y azaleas, y cerca de 1200 tipos de plantas perennes, así como numerosas obras artísticas.  